# Сухопутні війська Вірменії
Сухопутні війська Вірменії — один з видів збройних сил Вірменії, призначений для ведення бойових дій переважно на суходолі.

## Структура і склад
Сухопутні війська Вірменії включають п'ять армійських корпусів (АК). Станом на 2016 рік чисельність сухопутних військ Збройних сил Вірменії становить 41 850 осіб.
Склад:
- 1-й армійський корпус:
  - Друга мотострілкова бригада;
  - механізовані полки;
  - танковий батальйон;
  - розвідувальний батальйон;
  - батальйон МТО.

- 2-й армійський корпус:
  - механізований полк;
  - танковий батальйон;
  - розвідувальний батальйон;
  - артилерійський дивізіон.
- 3-й армійський корпус:
  - мотострілкові полки;
  - танковий батальйон;
  - батальйон зв'язку;
  - батальйон МТО;
  - розвідувальний батальйон;
  - реактивний дивізіон;
  - артилерійський дивізіон.
- 4-й армійський корпус:
  - механізований полк;
  - самохідний артилерійський дивізіон;
  - батальйон зв'язку.
- 5-й армійський корпус:
  - мотострілкові полки;
  - укріпрайон.

Крім того, до складу сухопутних військ ЗС Вірменії входять:
- ракетна, артилерійська, зенітно-ракетна, радіотехнічна бригади та спецназ;
- механізований, самохідно-артилерійський, протитанковий-артилерійський, зенітно-ракетний, зв'язку, інженерно-саперний, МТО полки.

У бойовому складі сухопутних військ Вірменії на 2000 рік було:
- 4 моторизовані бригади
- 10 окремих піхотних полків
- 1 артилерійська бригада
- 2 зенітно-ракетні бригади

Сухопутні війська Вірменії, в основному, використовують бойову техніку, вироблену в РФ, колишньому СРСР і, власне, Вірменії. Перелік озброєння не враховує військове оснащення Армії оборони Нагірного Карабаху (більше 300 танків Т-72, стільки ж бронемашин і артилерійських установок), які тісно взаємодіють зі Збройними силами Вірменії.

## Техніка та озброєння сухопутних військ[7]
| {{ARM}} |

|  |

## Знаки розрізнення

### Генерали і офіцери
| категорії                    | генерали       | генерали          | генерали          | генерали      | старші офіцери | старші офіцери | старші офіцери | молодші офіцери | молодші офіцери   | молодші офіцери | молодші офіцери    |
| ---------------------------- | -------------- | ----------------- | ----------------- | ------------- | -------------- | -------------- | -------------- | --------------- | ----------------- | --------------- | ------------------ |
|                              |                |                   |                   |               |                |                |                |                 |                   |                 |                    |
| вірменське звання            | Բանակի գեներալ | գեներալ- գնդապետ  | Գեներալ-լեյտենանտ | Գեներալ-մայոր | Գնդապետ        | Փոխգնդապետ     | Մայոր          | Կապիտան         | Ավագ լեյտենանտ    | Լեյտենանտ       | կրտսեր լեյտենանտ   |
| транслітерація               |                |                   |                   |               | [gndapet]      | [pokhgndapet]  |                |                 |                   |                 |                    |
| переклад                     |                |                   |                   |               | полковник      | віце-полковник |                |                 |                   |                 |                    |
| відповідне українське звання | Генерал армії  | Генерал-полковник | Генерал-лейтенант | Генерал-майор | Полковник      | Підполковник   | Майор          | Капітан         | Старший лейтенант | Лейтенант       | Молодший лейтенант |

### Сержанти та солдати
| категорії                    | унтер-офіцери     | унтер-офіцери | Сержанти і старшини | Сержанти і старшини | Сержанти і старшини | Сержанти і старшини | солдати        | солдати  |
| ---------------------------- | ----------------- | ------------- | ------------------- | ------------------- | ------------------- | ------------------- | -------------- | -------- |
|                              |                   |               |                     |                     |                     |                     |                |          |
| вірменське звання            | Ավագ ենթասպա      | Ենթասպա       | Ավագ                | Ավագ սերժանտ        | Սերժանտ             | Կրտսեր սերժանտ      | Եֆրեյտոր       | Շարքային |
| відповідне українське звання | Старший прапорщик | Прапорщик     | Старшина            | Старший сержант     | Сержант             | Молодший сержант    | Старший солдат | Солдат   |